# أندرويد دونات
أندرويد 1.6 "دونات" (بالإنجليزية: Donut)‏ هو الإصدار الرابع من نظام التشغيل أندرويد مفتوح المصدر الذي طورته جوجل ولم يعد مدعومًا. تم إصدار دونات في خريف عام 2009 لمجموعة متنوعة من الهواتف الذكية، تم إضافة دعم للهواتف الذكية وصول متعدد بتقسيم الترميز وأحجام الشاشة الإضافية ومؤشر استخدام البطارية ومحرك تحويل النص إلى كلام.
كانت شركات الاتصالات سريعة في متابعتها بعد الإصدار العام من دونات -الاسم الحركي الرسمي من الحلوى هو الاسم الذي تستخدمه جوجل لتسمية إصدارات أندرويد الرئيسية- وطرحتها للعملاء على شكل تحديث هوائي (OTA) للهواتف الذكية المتوافقة.